# Islington
Islington

Vist i Greater London
| Status                | Bydel i London |
| Areal:                | 14,86 km²      |
| Befolkning:           | 181.013 (2002) |
| Befolkningstæthed:    | 12.181 pr. km² |
| ONS-kode:             | 00AU           |
| Adm. center:          | Islington      |
| Adm. grevskab:        | Greater London |
| Ceremonielt grevskab: | Greater London |
|                       |                |
| Region:               | Greater London |
|                       |                |

Islington (officielt: The London Borough of Islington) er en bydel i London. Den grænser mod City of London i syd, Hackney i øst, Camden i vest og Haringey i nord. Bydelen blev oprettet i 1964 ved at Islington og Finsbury blev slået sammen. 
Bydelen er kendt for sine restauranter og butikker, men først og fremest for Arsenal FC, som har sin hjemmebane Emirates Stadium i Holloway. 
To af Londons største fængsler, Pentonville og kvindefængslet Holloway, ligger i Islington.

## Steder i Islington
- Archway, Angel
- Barnsbury
- Canonbury, Clerkenwell
- Farringdon (dels i City of London), Finsbury
- Highbury, Holloway
- Islington
- Kings Cross
- Lower Holloway
- Pentonville
- Tufnell Park
- Upper Holloway, inkluderet Archway

## Eksterne links
- Islington Council

51°32′30″N 0°06′08″V / 51.5417°N 0.1022°V